# Wahlen zum Repräsentantenhaus der Vereinigten Staaten 1916
Bei den Wahlen zum Repräsentantenhaus der Vereinigten Staaten 1916 wurden am 7. November 1916 die Abgeordneten des Repräsentantenhauses gewählt. Im Bundesstaat Maine fanden die Wahlen bereits am 11. September statt. Die Wahlen waren Teil der allgemeinen Wahlen zum 65. Kongress der Vereinigten Staaten in jenem Jahr, bei denen auch ein Drittel der US-Senatoren gewählt wurden. Gleichzeitig fand auch die Präsidentschaftswahl des Jahres 1916 statt, die der demokratische Amtsinhaber Woodrow Wilson gewann.
Zu dieser Zeit bestanden die Vereinigten Staaten aus 48 Bundesstaaten. Es waren 435 Abgeordnete zu wählen. Die Sitzverteilung basierte auf der Volkszählung von 1910.
Bei der Wahl verloren die Demokraten 16 Mandate und kamen nur noch auf 214 Sitze. Damit verloren sie ihre absolute Mehrheit. Auf der anderen Seite konnten die Republikaner 19 Sitze hinzugewinnen und damit 215 Abgeordneten stellen. Die Progressive Party verlor drei Mandate und stellte fortan nur noch drei Kongressabgeordnete. Die absolute Mehrheit im Repräsentantenhaus lag bei 218 Sitzen. Diese hatte aber keine Partei erreicht. Aus diesem Grund kam es zu der in der amerikanischen Geschichte seltenen Konstellation einer Koalition. Diese kam durch ein Bündnis der Demokraten mit den Abgeordneten der Progressive Party und dem Sozialisten Meyer London zustande. Damit wurde die eigentlich stärkste Fraktion der Republikaner zur Oppositionspartei, was in der amerikanischen Kongressgeschichte noch seltener vorkam. Grund für die Gewinne der Republikaner war die Hoffnung vieler Amerikaner, diese Partei würde eher einen Eintritt der Vereinigten Staaten in den in Europa bereits im Jahr 1914 ausgebrochenen Erste Weltkrieg verhindern. Außerdem hatte der Demokratische Präsident Wilson, der damals zwar wiedergewählt wurde, viele Demokratische Wähler durch progressive Reformpläne abgeschreckt.
Mit Jeannette Rankin wurde erstmals eine Frau in das Repräsentantenhaus gewählt. Das war durch ein Gesetz ihres Heimatstaates Montana vom November 1914 möglich geworden. Nach diesem Gesetz erhielten damals Frauen in diesem Bundesstaat das uneingeschränkte Wahlrecht.
Wahlberechtigt und wählbar blieben in den meisten Bundesstaaten nur Männer. Frauen waren, mit wenigen Ausnahmen, noch bis 1920 auf Bundesebene von Wahlen ausgeschlossen. Vor allem in den Südstaaten war das Wahlrecht durch Gesetze eingeschränkt, die das Wahlrecht an ein bestimmtes Steueraufkommen knüpften. Dadurch wurden ärmere Weiße, vor allem aber viele Afroamerikaner, vom Wahlrecht ausgeschlossen.

## Wahlergebnis
| Parteien                                                                       | Parteien              | Sitze | Sitze | Sitze | Sitze   | Stimmen   | Stimmen | Stimmen  |
| ------------------------------------------------------------------------------ | --------------------- | ----- | ----- | ----- | ------- | --------- | ------- | -------- |
| Parteien                                                                       | Parteien              | 1914  | 1916  | +/−   | Stärke  | Zahl      | %       | Änderung |
|                                                                                | Republikaner          | 196   | 215   | +19   | 49,43 % | 8.052.247 | 48,59 % | +5,47 %  |
|                                                                                | Demokraten            | 230   | 214   | −16   | 49,20 % | 7.641.274 | 46,11 % | +3,68 %  |
|                                                                                | Progressive Party     | 6     | 3     | −3    | 0,69 %  | 131.103   | 0,79 %  | −7,22 %  |
|                                                                                | Sozialistische Partei | 1     | 1     | ±0    | 0,23 %  | 604.304   | 3,65 %  | −0,93 %  |
|                                                                                | Prohibition Party     | 1     | 1     | ±0    | 0,23 %  | 248.451   | 1,50 %  | −0,20 %  |
|                                                                                | Unabhängige           | 1     | 1     | ±0    | 0,23 %  | 65.586    | 0,40 %  | −0,16 %  |
| Gesamt                                                                         | Gesamt                | 435   | 435   | 0     | 100,0 % | ?         | 100,0 % | –        |
| Quelle: Congress Profiles: 65th Congress (1917–1919) – Office of the Historian |                       |       |       |       |         |           |         |          |

1. ↑  die Zahlen für die Stimmen stammen aus der englischen Wikipedia, in Ermangelung einer anderen zugänglichen Quelle

Unter den 435 gewählten Abgeordneten befand sich kein einziger Afroamerikaner.
In Klammern sind die Ergebnisse der letzten Wahl zwei Jahre zuvor. Veränderungen im Verlauf der Legislaturperiode, die nicht die Wahlen an sich betreffen, sind bei diesen Zahlen nicht berücksichtigt, werden aber im Artikel über den 65. Kongress im Abschnitt über die Mitglieder des Repräsentantenhauses bei den entsprechenden Namen der Abgeordneten vermerkt. Das Gleiche gilt für Wahlen in Staaten, die erst nach dem Beginn der Legislaturperiode der Union beitraten. Daher kommt es in den Quellen gelegentlich zu unterschiedlichen Angaben, da manchmal Veränderungen während der Legislaturperiode in die Zahlen eingearbeitet wurden und manchmal nicht.